# The Desert Sessions: Volumes 7 & 8
The Desert Sessions: Volumes 7 & 8 is het vierde album van Josh Homme zijn project de Desert Sessions. De sessies zijn in zes dagen opgenomen. Bij het kopen van het album kreeg men een gratis poster wanneer hem hem via het label Southern Lord bestelde.
Het is het eerste Desert Session album dat via het label van Josh Homme 'Rekords Rekords' werd uitgegeven.
Volume 7: Gypsy Marches
Volume 8: Can You See Under My Thumb?... There You Are

## Tracklist
| nr. | titel                    | duur |
| --- | ------------------------ | ---- |
| 1   | Don't Drink Poison       | 5:02 |
| 2   | Hanging Tree             | 3:13 |
| 3   | Winners                  | 1:06 |
| 4   | Polly Wants a Crack Rock | 2:29 |
| 5   | Up in Hell               | 4:46 |
| 6   | Nenada                   | 3:10 |
| 7   | The Idiots Guide         | 3:04 |
| 8   | Interpretive Reading     | 1:36 |
| 9   | Covousier                | 1:50 |
| 10  | Cold Sore Superstars     | 3:24 |
| 11  | Making a Cross           | 5:31 |
| 12  | Ending                   | 1:29 |
| 13  | Piano Bench Breaks       | 2:45 |

- het nummer "Hanging Tree" is opnieuw opgenomen op het album Songs for the Deaf van de band Queens of the Stone Age.
- het nummer "Cold Sore Superstars" was de inspiratiebron voor de gitaarriff van het nummer "No One Knows" wat op het album Songs for the Deaf van de band Queens of the Stone Age staat.
- het nummer "Winners" bevat opgenomen audio van een man die namen voorleest van studenten van de Indio High School. De namen die worden genoemd waren bestaande studenten van de school. Ze hadden meegedaan en gewonnen in een wetenschappelijke bijeenkomst in 1960. Het grootste deel van deze studenten was in 1965 begonnen met school. Josh Homme heeft ook op deze school gezeten.
- het nummer "Interpretive Reading" bevat opnamen van een koor die het Alma Mater zingt van de Indio High School.
- het nummer "Polly Wants a Crack Rock" was de inspiratiebron voor het nummer "I Only Want You" wat op het album Peace, Love, Death Metal van de band Eagles of Death Metal staat.

## Sessiemuzikanten
- Joshua Homme
- Mark Lanegan
- Tony Mason
- Samantha Maloney
- Alain Johannes
- Natasha Shneider
- Chris Goss
- Brendon McNichol
- Fred Drake
- Nick Eldorado

- Opgenomen door – Tony Mason (Rancho de la Luna)
- Gemixt door – Alain Johannes (11AD Studios)
- Producer – Carlo Von Sexron